# Colostygia incudina
Colostygia incudina là một loài bướm đêm trong họ Geometridae.